# Pierre Yameogo
Pour les articles homonymes, voir Yameogo.
Pierre Yameogo est un réalisateur et scénariste Burkinabé né le 15 mai 1955 à Koudougou. Il réalise six films depuis 1987. Son film Delwende est projeté dans la section "Un certain regard" au Festival de Cannes 2005 où il remporte le prix de l'espoir. Il meurt le 1er avril 2019 à Ouagadougou.

## Biographie

### Formation
Pierre Yameogo fait une première formation à la télévision nationale, puis il poursuit ses études en France, au  Conservatoire Libre du Cinéma Français et à l'Université Paris VIII. Il se forme également en cinéma à l'Université de Harvard  aux États-Unis. Par la suite, il étudie la photographie à Paris et effectue des stages de montage à la Radio-Télévision de Ouagadougou en 1982,. Plus tard, il retourne à Paris pour suivre un cours de mise en scène et obtient un diplôme en sciences de la communication.

## Carrière
Il exerce le métier de réalisateur depuis 1976 et crée les sociétés de production Afix Productions et Dunia Productions, qui produisent ses propres films ainsi que ceux d'autres réalisateurs burkinabé. Il est l'auteur de plusieurs films, dont "Delwende" (traduit en français par "Lève-toi et marche"), qui est nommé aux Oscars et reçoit le prix de l'espoir à Cannes en 2005 dans la catégorie "Un certain regard".
Pierre Yaméogo meurt le 1er avril 2019 à Ouagadougou,.

## Filmographie
- 1984: L'Œuf silhouette
- 1987: Dunia
- 1991: Laafi (Tout va bien)[8]
- 1993: Wendemi (l'enfant du bon Dieu)
- 1998: Silmandé (Tourbillon)[9]
- 2003: Moi et mon blanc
- 2005: Delwende lève-toi et marche
- 2007: Réfugiés mais humains
- 2011: Bayiri, la patrie[10]

## Sélections et récompenses

### Dunia
Mogadiscio 1987, Médaille de Bronze et Prix de l’Unicef / Laon 1988, Festival du Jeune Cinéma Prix Spécial du Jury / Manheim 1988, Festival: Prix de la Coopération Economique / Montréal 1989, Festival Vues d’Afrique: Prix Radio Canada

### Laafi (Tout va bien)
Cannes 1991, Semaine Internationale de la Critique / Ouagadougou, Fespaco 1991

### Wendemi (L'enfant du bon Dieu)
Ouagadougou, Fespaco 1993, Première Mondiale, Prix de l’Unicef, Prix de l’ACCT, Prix de la ville de Ouagadougou, Mention Spéciale du Jury / Genève 1993, Festival Black Movie, Prix de la Télévision Suisse Romande / Cannes 1993, Sélection Officielle “Un Certain Regard” / New York Film Festival 1993 / Montréal 1993, Festival du Film du Monde / Toronto 1993, Festival des Festivals

### Silmandé (Tourbillon)
Namur 1998 Prix PROCIREP / Carthage 1999 Prix ACCT

### Moi et mon blanc
Ouagadougou, Fespaco 2003 , Prix de la ville de Turin

### Delwende (Lève toi et marche)
Cannes 2005 Sélection Officielle “Un Certain Regard”, Prix de l’Espoir, et mention du Jury œcuménique

### Bayiri «La patrie»
Khouribga (Maroc) 2012 Grand prix Sembène Ousmane

## Vie privée
Pierre Yameogo a une femme et quatre enfants.